# Chiesa di Santa Maria Maddalena al Quirinale
La chiesa di Santa Maria Maddalena al Quirinale era una chiesa di Roma, nel rione Monti. Essa si trovava in via del Quirinale. Assieme alla chiesa di Santa Chiara al Quirinale, e con i rispettivi conventi, fu distrutta nel 1888 per l'edificazione di un giardino pubblico, in ricordo della visita a Roma dell'imperatore tedesco Guglielmo II.
Essa fu edificata nel 1581 dalla benefattrice Maddalena Orsini (1534-1605), figlia di Camillo Orsini, per le suore Domenicane le quali vi rimasero fino al 1839, anno in cui vi subentrarono le religiose dette sacramentate dall'adorazione perpetua del santissimo Sacramento.
La chiesa era stata costruita dall'architetto Burioni, ed era stata riedificata durante il pontificato di Clemente XI all'inizio del Settecento. Essa aveva, oltre all'altare maggiore, quattro altari laterali.